# Forco
Forco (in greco antico: Φόρκος?, Phórcos) conosciuto anche come Forci o Forcide (in greco antico: Φόρκυς?, Phórkys), è un personaggio della mitologia greca riconosciuto come una divinità primordiale.

## Genealogia
Viene generalmente citato come figlio di Ponto e di Gea mentre secondo altre fonti minori, sarebbe assieme a Crono e Rea, uno dei primi figli di Oceano e Teti.
Secondo la teogonia di Esiodo, è fratello di Nereo, Taumante, Euribia e Ceto; unendosi a quest'ultima, generò molti figli dalle sembianze di mostri marini.
Tra di essi particolare importanza ricoprono le Gorgoni (Euriale, Steno e Medusa), nonché le Graie (o Forcidi) ed il drago Ladone.
Secondo altre fonti tra i figli di Forco figurano anche Scilla ed Echidna. Omero nell'Odissea gli assegna anche la paternità della ninfa marina Toosa.

## Mitologia
Non è certo il luogo ove Forco dimorava: secondo taluni miti il luogo era ad Arinno sulla costa dell'Acaia, secondo altri sull'isola di Cefalonia mentre altri ancora lo collocano ad Itaca.

## Omonimia
- Un'altra figura mitologica con questo nome è menzionata nell'Eneide: si tratta di un latino padre di sette giovani che combattono contro i troiani di Enea, il quale ne ucciderà due.
- Secondo una leggenda d'origine romana, Forco era invece un potente re di Sardegna e di Corsica, il quale tuttavia sarebbe stato soverchiato in un combattimento navale da Atlante morendo annegato. In seguito, i suoi amici lo avrebbero deificato ed annoverato fra le divinità marine. Servio commentando il V libro dell'Eneide e rifacendosi a fonti molto più antiche scrisse: